# Anne Brinch-Nielsen
Anne Brinch-Nielsen (født 3. maj 1997) er en dansk[kilde mangler] håndboldspiller, der spiller højre fløj i EH Aalborg. Hun har tidligere spillet for Team Esbjerg og Fredericia HK.